# Nerocila priacanthusi
Nerocila priacanthusi es una especie de crustáceo isópodo marino del género Nerocila, familia Cymothoidae. Fue descrita científicamente por Jalaja Kumari, Hanumantha Rao & Shyam.

## Distribución
Esta especie se encuentra en el occidente del Indo-Pacífico.